# Alice Mabota
Maria Alice Mabota (Lourenço Marques, 8 de abril de 1949-12 de octubre de 2023) fue una política y activista de derechos humanos mozambiqueña, presidenta de la Liga de los Derechos Humanos de Mozambique y actualmente candidata presidencial por la Coalición Alianza Democrática en las elecciones generales de 2019.

## Biografía

### Primeros años
Maria Alice Mabota nació en 1949 en la misión Missão José, actual Hospital Geral José Macamo. Por lo general, las familias consideradas "indígenas", como era la familia Mabota, no registraban a los niños inmediatamente al nacer. Por esta razón, su edad se estimó en comparación de la fisonomía con otros niños. De vez en cuando, Mabota vivía con su padre en Machava 15. La primera escuela primaria a la que asistió Mabota fue en la estación de la Missão de São Roque en Matutuíne, a unos 100 kilómetros de la capital. Sin embargo, como es habitual para los mozambiqueños con estatus "indígena", solo pudieran completar la escuela primaria allí. A veces, ella también vivía con su tío en el lado opuesto de la capital, en Catembe. Allí Mabota también fue bautizada en 1966.

### Educación
Entre 1967 y 1968, la madre de Mabota retornó a Mozambique desde Sudáfrica, donde, según los informes, estaría trabajando para el Frente de Liberación de Mozambique. La madre de Mabota insistió en que su hija continuara con su educación. Luego fue a la escuela secundaria por la noche y trabajó durante el día como empleada de limpieza en varias instituciones.
En 1973 comenzó a trabajar en el Instituto de Investigación Agronómica de la Autoridad Agrícola Colonial (el posterior Ministerio de Agricultura), pero dejó este trabajo en 1980 debido a diferencias personales. Rechazó una oferta de trabajo del servicio secreto mozambiqueño Serviços de Informação e Segurança do Estado (SISE).
Terminó su séptimo grado en la Escuela Secundaria Francisco Manyanga, su noveno grado en la escuela secundaria Josina Machel en el centro de Maputo. Como resultado, obtuvo su acceso a una educación superior, pero no pudo obligarse a estudiar medicina, ya que no quería ver ningún cadáver, según su propia declaración, ni relaciones internacionales, ya que no sabía hablar inglés o francés. Luego dio clases de portugués en la escuela secundaria Francisco Manyanga por el momento, cuando David Simango era director de la escuela. Más tarde, trabajó en Patrocínio e Assistência Jurídica (IPAJ) y en la administración estatal de bienes inmuebles Administração do Parque Imobiliário do Estado (APIE).

### Fundación de la Liga de los Derechos Humanos
Un cambio importante en la vida de Mabota fue en 1993 cuando asistió a una Conferencia de Viena sobre Derechos Humanos, donde permaneció durante cuarenta y cinco días. Esto la motivó a estar muy comprometida con los derechos humanos en Mozambique. De regreso a Viena en 1995, junto con otros activistas e intelectuales mozambiqueños, fundó la Liga dos Direitos Humanos de Mozambique (Liga de los Derechos Humanos) basada en el modelo de Guinea-Bisáu.
Desde entonces, Alice Mabota ha presidido la Liga de Derechos Humanos y se ha establecido como una de las voces más populares de la sociedad civil de Mozambique. Especialmente en la década de 2010, criticó la creciente polarización de la política mozambiqueña entre el FRELIMO y la RENAMO. La Liga de los Derechos Humanos, junto con otras organizaciones de la sociedad civil de Mozambique, organizó varias marchas de protesta por la paz, la igualdad y contra la corrupción en la capital mozambiqueña. En el curso de esto, recibió numerosas amenazas de muerte y también insultos públicos, que se atribuyen al ala radical del FRELIMO. La policía criminal de Mozambique también la interrogó, ya que fue acusada de difamación presidencial.
En 2010, Mabota recibió el Premio Internacional de Mujeres de Coraje patrocinado por el gobierno de los Estados Unidos.
Consideró presentarse como candidata en las elecciones presidenciales de 2014, pero desistió. Sin embargo, el 15 de julio de 2019, anunció que finalmente sería candidata en los siguientes comicios. Sin estar afiliada a ningún partido, Mabota es apoyada por la Coalición Alianza Democrática (CAD), una alianza de cinco partidos extraparlamentarios.